# Олдс (Айова)
Олдс (англ. Olds) — місто (англ. city) в США, в окрузі Генрі штату Айова. Населення — 192 особи (2020).

## Географія
Олдс розташований за координатами 41°8′3″ пн. ш. 91°32′39″ зх. д. / 41.13417° пн. ш. 91.54417° зх. д. (41.134165, -91.544229).  За даними Бюро перепису населення США в 2010 році місто мало площу 0,87 км², уся площа — суходіл.

## Демографія
Згідно з переписом 2010 року, у місті мешкало 229 осіб у 93 домогосподарствах у складі 64 родин. Густота населення становила 262 особи/км².  Було 105 помешкань (120/км²).
Расовий склад населення:
| - 96,1 % — білих - 1,7 % — корінних американців - 0,4 % — чорних або афроамериканців - 1,3 % — осіб інших рас |

До двох чи більше рас належало 0,4 %. Частка іспаномовних становила 1,3 % від усіх жителів.
За віковим діапазоном населення розподілялося таким чином: 29,3 % — особи молодші 18 років, 55,4 % — особи у віці 18—64 років, 15,3 % — особи у віці 65 років та старші. Медіана віку мешканця становила 37,5 року. На 100 осіб жіночої статі у місті припадало 114,0 чоловіків;  на 100 жінок у віці від 18 років та старших — 97,6 чоловіків також старших 18 років.
Середній дохід на одне домашнє господарство  становив 54 941 долар США (медіана — 50 313), а середній дохід на одну сім'ю — 63 163 долари (медіана — 60 227). Медіана доходів становила 51 667 доларів для чоловіків та 31 786 доларів для жінок. За межею бідності перебувало 9,2 % осіб, у тому числі 17,9 % дітей у віці до 18 років та 0,0 % осіб у віці 65 років та старших.
Цивільне працевлаштоване населення становило 84 особи. Основні галузі зайнятості: освіта, охорона здоров'я та соціальна допомога — 27,4 %, виробництво — 23,8 %, будівництво — 8,3 %, роздрібна торгівля — 7,1 %.